# Galeruca yunnana
Galeruca yunnana es una especie de insecto coleóptero de la familia Chrysomelidae.
Fue descrita científicamente en 1997 por Yang & Li in Li & Yao.